# Narathura micale
Narathura micale är en fjärilsart som beskrevs av Blanchard 1853. Narathura micale ingår i släktet Narathura och familjen juvelvingar. Inga underarter finns listade i Catalogue of Life.